# USS Carney (DDG-64)
USS Carney (DDG-64) je americký torpédoborec třídy Arleigh Burke. Je čtrnáctou postavenou jednotkou své třídy. Postaven byl v letech 1993–1996 loděnicí Bath Iron Works ve městě Bath ve státě Maine. Torpédoborec byl objednán v roce 1991, dne 3. srpna 1993 byla zahájena jeho stavba, hotový trup byl spuštěn na vodu 23. července 1994 a 13. dubna 1996 byl zařazen do služby.

## Služba

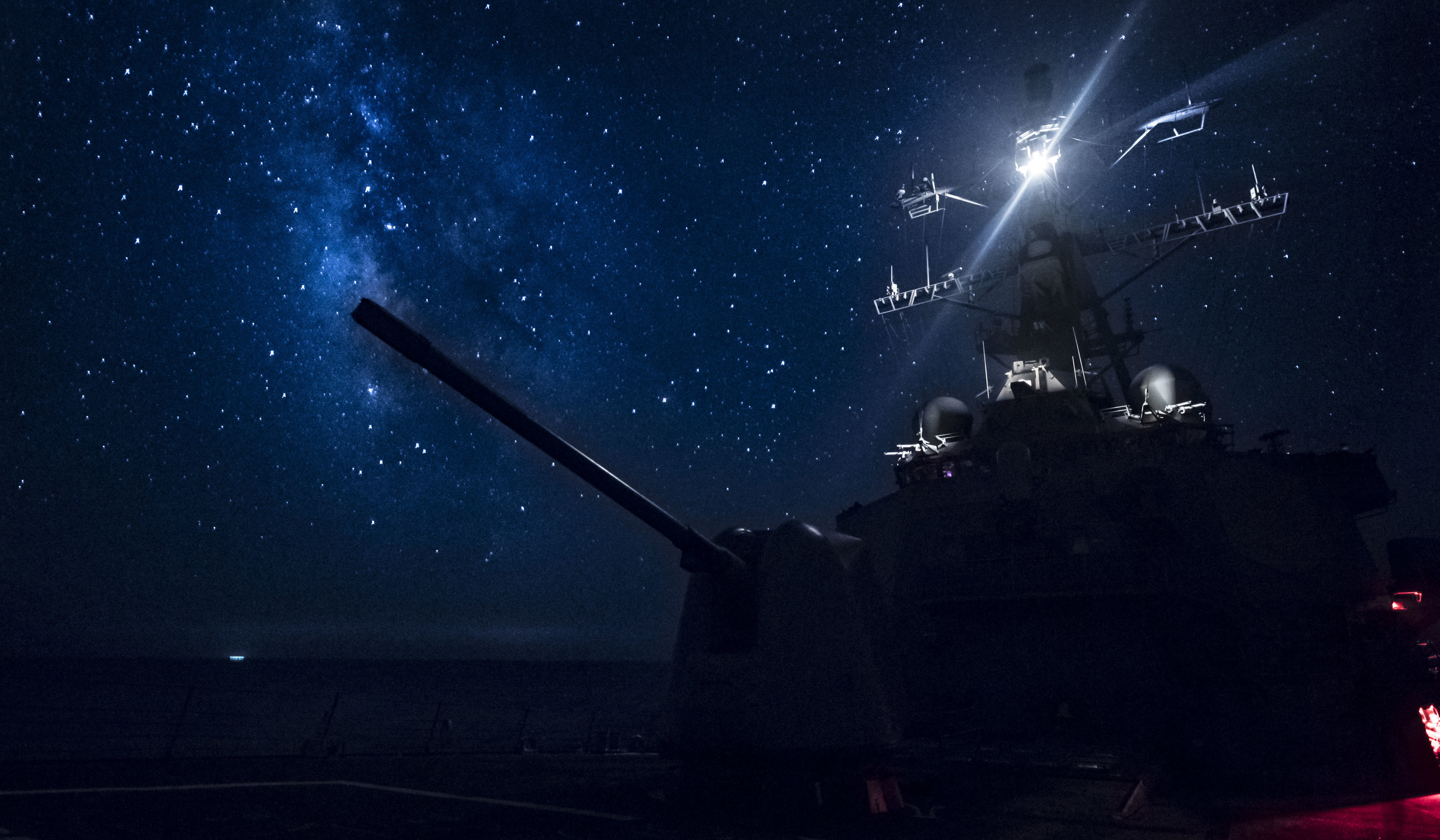
127mm lodní kanón Mk 45

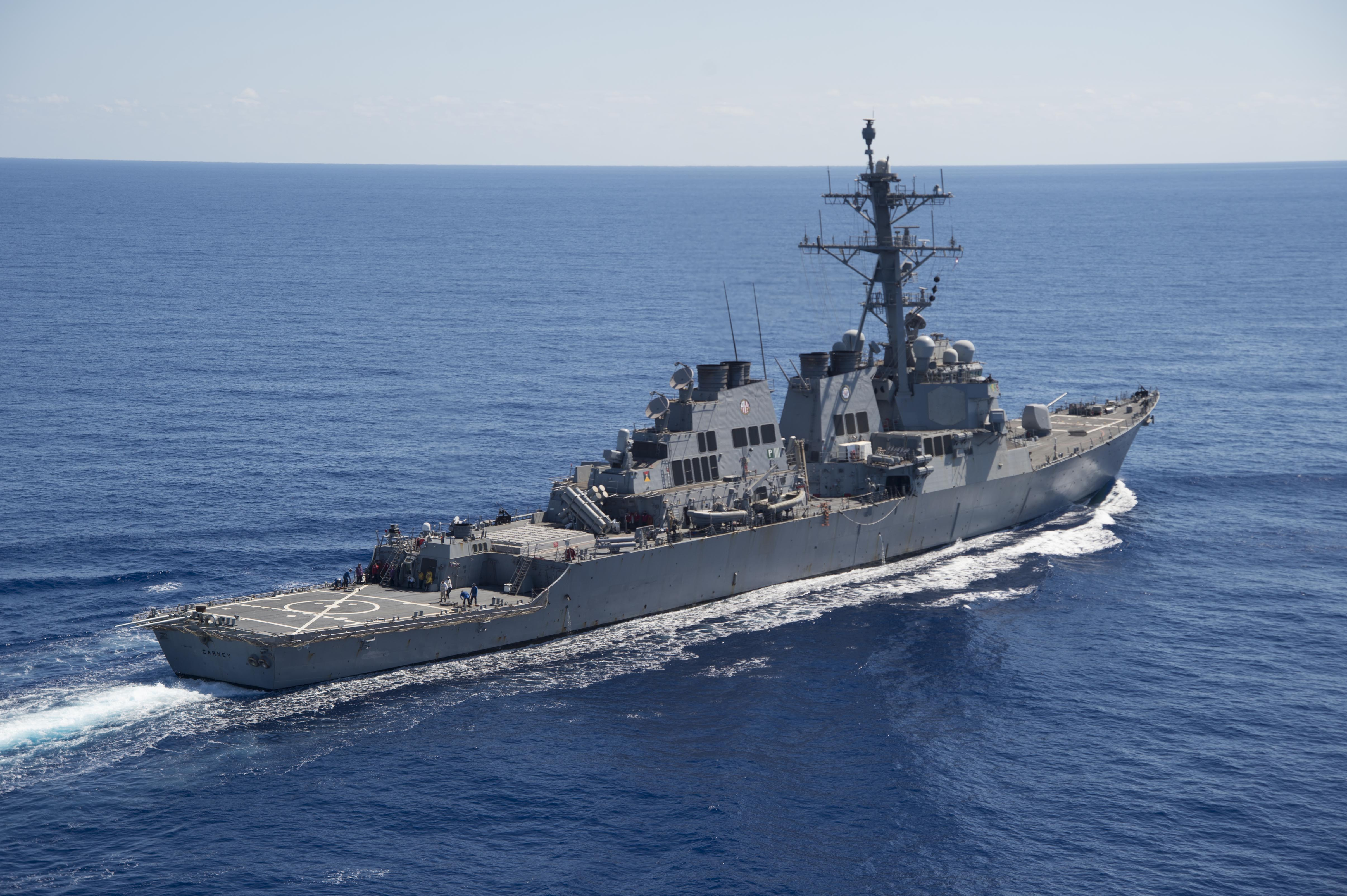
Carney

První nasazení plavidla proběhlo ve Středomoří a na Blízkém východu od října 1997 do dubna 1998. Od září 1999 byl torpédoborec nasazen do bojové skupiny letadlové lodě USS John F. Kennedy operující ve Středomoří a Arabském zálivu. Nasazení ukončil v březnu 2000. Mezi únorem a zářím 2002 se Carney, opět ve skupině letadlové lodě John F. Kennedy, účastnil operace Trvalá svoboda.

### Prosperity Guardian
Dne 19. října 2023 se Carney stal první válečnou lodí, která zasáhla proti raketám a dronům, kterými jemenští Hútíjové po vypuknutí války mezi Izraelem s Hamásem začali útočit na mezinárodní dopravu v Rudém moři. Loď byla nasazena do mezinárodní vojenské Operace Prosperity Guardian, která byla v reakci na krizi v Rudém moři spuštěna v prosinci 2023 koalicí států vedených Spojenými státy americkými. Jejím cílem bylo zajištění bezpečné plavby v Rudém moři, Adenském zálivu a průlivu Mandeb.
V noci z 12. na 13. ledna 2024 Carney zaútočil na radarovou stanici Húsíů za použití střel s plochou dráhou letu Tomahawk. Húsiové však obvinili Američany z ostřelování jemenského hlavním města Saná.
Carney během svého nasazení v Rudém moři provedl 51 zásahů proti hútíjským dronům a raketám. Jen při prvních z těchto zásahů torpédoborec zlikvidoval patnáct dronů a čtyři řízené střely. Kromě vlastních řízených střel přitom využíval i svůj 127mm kanón Mk.45 a dokonce systém bodové obrany Phalanx. Po návratu byla celá posádka oceněna stužkou Combat Action Ribbon, což je vyznamenání, které nebylo uděleno celé lodní jednotce od války v Zálivu.